# Ievgueni Mravinski
Evgueni Alexandrovitch Mravinski (en russe : Евгений Александрович Мравинский ; né le 4 juin 1903 à Saint-Pétersbourg et mort le 19 janvier 1988 à Léningrad), est un chef d'orchestre soviétique et russe. Il laisse notamment, de mémorables enregistrements de Beethoven, Tchaïkovski et Chostakovitch.

## Biographie
Il apprend le piano à l'âge de six ans. Son père meurt en 1918 et cette année-là il commence à travailler dans les coulisses du théâtre Mariinsky. Il étudie la biologie à l'université de Léningrad avant d'étudier la composition et la direction d'orchestre au Conservatoire de Léningrad, notamment auprès d'Alexandre Gaouk. Ses débuts se font dans les fosses d'opéras et il assume des postes de répétiteur de ballet de 1923 à 1931. C'est en 1929 qu'a lieu sa première apparition en public à la tête d'un orchestre et en 1931 qu'il dirige pour la première fois l'Orchestre philharmonique de Léningrad.
En 1938, il remporte le concours de direction d'orchestre d'Union soviétique, ce qui lui vaut de prendre en main les destinées de l'Orchestre philharmonique de Léningrad, le chef précédent, Fritz Stiedry, ayant refusé en 1937 la nationalité soviétique, formation dont il est le directeur musical jusqu'à sa mort en 1988 et dont il fait l'une des meilleures formations symphoniques du monde. Il se lie d'amitié avec Chostakovitch, amitié que la situation politique entamera petit à petit, jusqu'à son refus de diriger la création de sa treizième symphonie en 1962. Il programma cependant à plusieurs reprises sa quinzième symphonie vers la fin de sa carrière.
Dès la fin de la Seconde Guerre mondiale, Mravinski est invité à plusieurs reprises au Festival du Printemps de Prague en 1946, 1957 et 1967, soit avec son orchestre de Leningrad ou à la tête de l'Orchestre philharmonique tchèque. Avec l'Orchestre philharmonique de Leningrad, il se produit pour la première fois en Occident à Vienne en 1956 et y rencontre un énorme succès. Il y reviendra à de nombreuses reprises jusqu'en 1978, année de son élection en qualité de membre honoraire à la Société philharmonique de Vienne, devenant le premier russe à y siéger. En 1960, c'est le public britannique qui l'acclame ; le Japon accueille son orchestre lors de plusieurs tournées entre 1973 et 1979, toujours avec un énorme succès. Mravinski entame sa dernière tournée en Allemagne de l'Ouest en 1984.
Dans les dernières années de sa carrière, le style de Mravinski se fait plus ténu, plus concentré ; il ne présente qu'une poignée d'œuvres essentielles, et confie régulièrement son orchestre à Mariss Jansons, considéré comme son héritier.
Le 6 mars 1987, Mravinski dirige son dernier concert, avec la Symphonie inachevée de Schubert et la quatrième symphonie de Brahms.
Exigeant et sévère, Mravinski était un chef d'une précision redoutable toujours au service de la musique qu'il interprétait. Outre la musique russe, il dirigea régulièrement le répertoire austro-germanique, notamment les symphonies de Brahms qui lui valurent un énorme succès. Attaché aux grands compositeurs de son temps, il créa notamment six symphonies de Chostakovitch (cinquième, sixième, huitième, neuvième, dixième et douzième symphonies) et joua souvent Stravinsky (Agon, Apollon musagète) en concert. Comme Karel Ančerl, il a su imposer les classiques du XXe siècle, comme Bartók, Hindemith et Honegger.

## Élèves
- Mariss Jansons

## Hommages
L'astéroïde (19081) Mravinskij, découvert en 1973, est nommé en son honneur.